# Bastaardarend
De bastaardarend (Clanga clanga synoniem: Aquila clanga) is een middelgrote arend die broedt in Oost-Europa en Midden- en Noord-Azië.

## Uiterlijke kenmerken
De bastaardarend heeft als volwassen vogel een donkerbruin verenkleed. Het kleed van mannetjes en wijfjes is gelijk. Op de stuit zit een wittige vlek in de vorm van een halve maan. Juveniele dieren hebben duidelijke witte vlekken op de vleugels. Er komen ook licht geelbruine dieren voor. Deze kleurvariëteit is echter vrij zeldzaam. Juveniele dieren van deze kleurvariëteit zijn zeer licht bruinig geel. In de vlucht toont hij zeer brede, stompe vleugels met duidelijk uitstekende handpennen. Het patroon van de ondervleugel toont dekveren die donkerder zijn dan de armpennen, die meer grijzig van kleur zijn.
Deze vogel wordt ongeveer 66 tot 74 centimeter groot, groter dan de schreeuwarend (Clanga pomarina), waar hij voor de rest lastig van te onderscheiden is. De staart is vrij kort. De lichaamslengte is slechts een derde van de spanwijdte, die tussen de 155 tot 180 centimeter lang is. Eén vleugel is ongeveer 477 tot 542 millimeter lang. De snavellengte bedraagt ongeveer 31 tot 40 millimeter. Deze vogel weegt ongeveer 1540 tot 3200 gram.

## Geluid
Hoge blaffende geluiden: 'kli-kli-kli-kli-kli'.

## Voedsel
De bastaardarend eet kleine zoogdieren (ratten, muizen, mollen, hazen en konijnen), aas van kadavers, hazelwormen, slangen, kikkers en vogels, waaronder veel watervogels, maar ook korhoenders en kraaien. De bastaardarend jaagt veelvuldig nabij en boven het water. Kleine zoogdieren en reptielen worden gegrepen door met een glijvlucht vanaf honderd meter op het dier te duiken. Jonge reigers worden uit het nest gegrepen. Op eenden en meerkoeten jaagt hij door één dier af te zonderen van de rest van de groep en er regelmatig op te stoten, waardoor de watervogel steeds moet onderduiken. Op een gegeven moment raakt het dier zo vermoeid, dat hij zonder verzet van het wateroppervlak kan worden geplukt.

## Voortplanting
De bastaardarend broedt tussen mei en juli. Twee of drie grijsachtige eieren worden in een groot nest van twijgen gelegd. Dit nest bevindt zich meestal op lage takken van een hoge boom (soms zelfs op de grond) nabij een groot wateroppervlak. Ze worden door het vrouwtje in 42 tot 47 dagen uitgebroed en de donzige, hulpeloze jongen vliegen na 60 tot 65 dagen.

## Verspreiding, leefgebied en trekgedrag
De bastaardarend leeft in uitgestrekte laaglandwouden en meer open, bosachtige streken, vaak in de buurt van moerassen, meren en andere wateren of vochtige graslanden en veengebieden, in Noordoost-Europa en Azië. Hij komt voor tot op een hoogte van 1000 meter.
Het is een trekvogel. Als zomergast verblijft hij van Polen en Finland via Rusland, Noord-Kazachstan, Zuid-Siberië, Mongolië en Noord-China tot de Japanse Zee. In Europa broeden waarschijnlijk niet meer dan 900 tot 1300 exemplaren, wereldwijd zijn er waarschijnlijk minder dan tienduizend volwassen exemplaren. Hij overwintert in Zuid- en Oost-China, Noord-India, Zuidoost-Azië, Turkije, het Midden-Oosten en Noordoost-Afrika (onder andere in Egypte). Enkele dieren overwinteren in Italië, Europees-Turkije en aangrenzend Griekenland. Sommige vogels steken de Bosporus over, maar meestal na het hoogtepunt van de observatieperiode. De dieren trekken weg tussen september en november, en ze keren in maart en april weer terug. Ze leggen hierbij afstanden van 1000 tot 7000 kilometer af.
In Nederland is de bastaardarend een dwaalgast met in totaal 35 geregistreerde waarnemingen.

## Status
De grootte van de populatie wordt geschat op 3.900 tot 10.000 volwassen arenden. Dit aantal gaat achteruit. Een van de bedreigingen is hybridisatie met de veel meer voorkomende schreeuwarend. De bastaardarend is veel gevoeliger voor verstoring, daardoor krimpt het geschikte leefgebied door ontbossingen, drooglegging van moerassen, intensieve landbouw, wegenaanleg, verstedelijking en in sommige delen van het verspreidingsgebied ook stroperij. Om deze redenen staat de bastaardarend als kwetsbaar op de Rode Lijst van de IUCN.